# سیارک ۱۵۱۱۵
سیارک ۱۵۱۱۵ (به انگلیسی: 15115 Yvonneroe، نامگذاری:2000DA7) پانزده هزار و صد و پانزدهمین سیارک کشف شده‌است که در ۲۹ فوریه ۲۰۰۰ کشف شد.
قدر مطلق سیارک برابر ۱۳٫۸۰ است.